# Kurznummer
Kurznummern, oder auch Kurzwahlnummern genannt, sind in der Telekommunikation kurze drei-, vier- oder auch mehrstellige Telefonnummern mit besonderer Nummernfolge, die dadurch eine erhöhte Einprägsamkeit besitzen.
Beispiele für einheitliche kurzstellige Rufnummern in Festnetzen und Mobilfunknetzen in Deutschland sind:
- 110: Polizei
- 112: Euronotruf  in allen EU-Ländern und der Schweiz
- 115: Einheitliche Behördenrufnummer
- 116 xxx: harmonisierte Dienste von sozialem Wert
- 118xx: Auskunftsdienste und Vermittlungsdienste in Deutschland
- 11800x: Vermittlungsdienste in Deutschland.

Aufgrund der im Festnetz verwandten Wahlverfahren können keine bundesweit einheitlichen kurzstelligen Rufnummern gebildet werden, deren Ziffern mit den führenden Ziffern von Teilnehmerrufnummern übereinstimmen. Für den Festnetzbereich wurden diese Nummern bislang als einheitliche Teilnehmernummern in allen 5.200 Ortsnetzbereichen betrachtet, tatsächlich ist dies aber bei allen genannten Nummern technisch ausgeschlossen. In Mobilfunknetzen liegt aufgrund eines anderen Wahlverfahrens eine andere Situation vor. Teilnehmerrufnummern in Mobilfunknetzen können nicht ohne Voranstellung der Dienstekennzahl und der Blockkennung angewählt werden. Dadurch können in Mobilfunknetzen kurzstellige Rufnummern geschaffen werden, die mit den gleichen Ziffern beginnen, wie genutzte Teilnehmerrufnummern. Die so geschaffenen kurzstelligen Rufnummern werden als „Kurzwahlnummern“ bezeichnet. 

## Kurznummern in Österreich
In Österreich werden Teilnehmernummern, die wesentlich kürzer als die anderen im Ortsnetz sind, als Kurznummern bezeichnet. Wie etwa 2393 und später 7070 für den Magistrat Linz, 535 und 585 für die Linzer Großbetriebe „Chemie“ bzw. VÖEST oder 878, 889, 2801 und 232320 für vier Grazer Taxi-Dienstleister.
Die Mehrzahl der Notrufnummern, wie 112, 122, 128 (Gasgebrechen), 133 (Polizei), 140 (Bergrettung), 141, 144, 147 oder auch die Auto-Pannenrufe 120 und 123 sind zwar dreistellig, doch werden in Österreich kaum als Kurznummern bezeichnet. Alle sind ohne Vorwahl auch von Mobilnetzen zu erreichen. Eine vierstellige Kurznummer ist die Gesundheitsnummer 1450, das ebenfalls ohne Vorwahl sowohl aus Festnetz als auch vom Mobilnetz erreichbar ist.
Die ebenfalls meist kurzen Nummern und nur aus dem Festnetz erreichbar: Telefonauskunft 08 und Zeitansage 15, Wetter und bis zur Schallplatte des Tages wurden als Sonderdienste bezeichnet, die meist wie Ortsgespräche vergebührt wurden. Heute werden 1503 (Zeit), 11811 (Telefonauskunft) und andere Sonderdienste in verschiedenen Netzen mit teilweise unterschiedlichen Nummern und Kosten angeboten. Auch diese werden eher nicht unter Kurznummer zugeordnet.